# Sandøy kommun
Sandøy kommun (norska: Sandøy kommune) var en kommun i Møre og Romsdal fylke i västra Norge. Tätorten Steinshamn utgjorde kommunens centralort. Den uppgick 1 januari 2020 i Ålesunds kommun.

## Administrativ historik
Sandøy kommun tillkom genom utbrytning ur Aukra kommun år 1867. 1965 överfördes en del av Harams kommun till Sandøy kommun.
I samband med kommunreformen 2020 slogs Sandøy, Harams, Skodje och Ørskogs kommuner samman med Ålesunds kommun.
Undantaget ön Orten som tillsammans med omgivande småöar överfördes till Aukra kommun.

## Tätorter
Kommunen hade endast en tätort, Steinshamn (523 invånare 2011), som var centralort.

## Öarna
Sandøy kommun bestod av 872 öar, holmar och skär, med bosättning på sju:
- Harøya, med 1 052 invånare.
- Finnøya, med 134 invånare.
- Sandøya, med 36 invånare.
- Ona och Husøya, med 23 invånare.
- Orta, med 7 invånare.
- Gåsøya, med en bosatt familj.

Invånarantalet gäller för den 1 januari 2015. Seterøya, Marøya, Uksnøya och Lyngværet är frånflyttade öar.

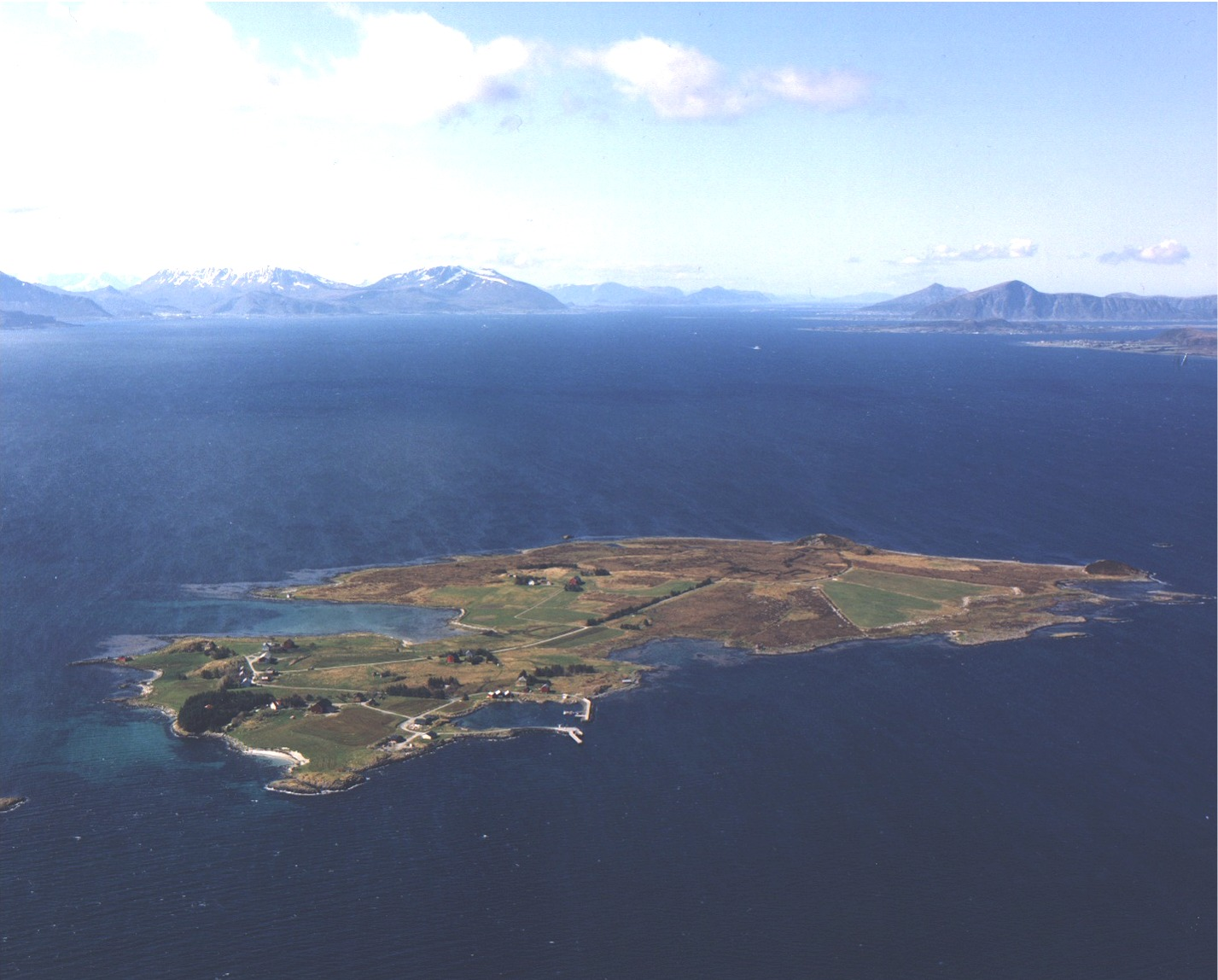
Flygfoto över ön Orten (Orta), en ö som tillhörde kommunen.